# ニリ・ラトゥ
ニリ・ラトゥ（Nili Latu、1982年2月19日 - ）は、トンガ出身のラグビー選手。

## プロフィール
- トンガ出身[1]。
- ポジションはナンバーエイト(No.8)、フランカー(FL)。
- 身長182cm、体重101kg
- トンガ代表キャップは54(2020年8月現在）で代表最多キャップ。
- ラグビーワールドカップ2007・ラグビーワールドカップ2015のトンガ代表に選ばれてラグビーワールドカップ2015の時は主将を務めた[2]。
- バーバリアンズに選ばれたことがある。

## 略歴
セイクリッド・ハート高校卒業後、ベイ・オブ・プレンティ、チーフス、ハリケーンズを経て、2012年、NECグリーンロケッツに加入。同年8月31日に行われたジャパンラグビートップリーグ第1節のサントリーサンゴリアス戦に途中出場で日本での公式戦初出場を果たす。 
2015年、NECグリーンロケッツを退団後、ニューカッスル・ファルコンズを経て、2018年、日野レッドドルフィンズに加入。
2021年3月、トップリーグ・リーグ戦通算100試合出場達成。
2021年5月14日、日野レッドドルフィンズからの退団が発表された。